# Ulrich Langenbach
Ulrich Langenbach (* 25. April 1950 in Siegen) ist ein deutscher Künstler und Musiker, der sich mit Konzeptkunst, Installationen, Malerei, Zeichnungen und zeitgenössischer Improvisationsmusik beschäftigt.
Im Jahr 1994 erhielt er den Ida Gerhardi-Preis der Stadt Lüdenscheid und 1995 ein Arbeitsstipendium der Stiftung Kunstfonds, Bonn. Von 1995 bis 2000 erfüllte Ulrich Langenbach einen Lehrauftrag an der Freien Kunstakademie Basel und anschließend 1999/2002 einen Lehrauftrag an der Bauhaus-Universität Weimar, wo er 2002 auch eine Gastprofessur wahrnahm. Ebenso erfüllte er zwischen 2004/2005 eine Gastprofessur an der Universität Siegen.
Ulrich Langenbach ist Mitglied im Deutschen und Westdeutschen Künstlerbund. Er lebt in Siegen.

## Ausstellungen (Auszug)
- 2025: „und auch die Blumen“, Kunstmuseum Marstall, Paderborn
- 2025: „Räume der Absichtslosigkeit“, Galerie Oberwelt, Stuttgart
- 2025: Freie Musik-Improvisation / „Klangkunsträume der Absichtslosigkeit“, Stuttgart
- 2024: „wir sind demokratie“, Deutscher Künstlerbund, Berlin
- 2024: „Resentment and healing“, Parkas Gallery, Kaunas, Litauen
- 2023: „Unterwegs“, Kunstmuseum Paderborn
- 2022: „InDiscreet – The Problem of Intimacy“, Pamenkalnio Gallery, Vilnius/Litauen
- 2021: „Eine Passion“, Osthaus-Museum, Hagen
- 2021: „still alive“, Deutscher Künstlerbund, Berlin
- 2020: „wo die geschichten aufhören sich selbst überlassen zu sein“, Waldskulpturenweg, Freudenberg
- 2020: „ausgefallen? – Kunst & Politik/Politik & Kunst“, Deutscher Künstlerbund, Berlin
- 2020: „daneben & entsprechend“, Siegerlandmuseum im Oberen Schloss, Siegen
- 2019: „Flüchtige Entwürfe“, Projektraum Deutscher Künstlerbund, Berlin
- 2018: „Chambre d’amis / Projekt premier“, Meisenburg, Essen
- 2018: „Anonyme Zeichner“, Galerie im Körnerpark, Berlin
- 2018: „Ach wie gut, dass“, Kulturbahnhof, Stadt Starnberg
- 2017: „Heimat?“, Projektraum Deutscher Künstlerbund e. V., Berlin
- 2017: „Drawing from the Future“ – 70 Zeichnungen der Gegenwart, 21er Haus – Museum für Zeitgenössische Kunst, Wien
- 2016: „Man To Man“, Kaunas (Litauen). Internationales Kunstprojekt. Dem philosophischen Denken Emmanuel Levinas gewidmet. (Projekt Nigunim)
- 2016: „Auch wenn wir sagen würden“, Galerie Haus Herbede, Witten
- 2015: „Anonymous Drawings 2015“, art Q13, Rom[2]
- 2015: „Busstop“ (Environment), Obernautalsperre/Ost, Brauersdorf
- 2015: „Anonyme Zeichner“, Kunstverein Tiergarten, Galerie Nord, Berlin
- 2014: International Watercolor Biennial, Nationales Mikalojus-Konstantinas-Čiurlionis-Kunstmuseum, Kaunas (Litauen)
- 2014: „Bridges“, Emek Hefer, Maabarot (Israel)
- 2014: HDLU Kunsthalle, Zagreb[3]
- 2013: Kunstmuseum Beckum, Westdeutscher Künstlerbund (WKB)
- 2013: „The Wall“, Installation, Haus der Architekten, Düsseldorf
- 2013: „Pathways in the Air / Bridges over the River“, Emek Hefer, Maabarot (Israel)
- 2013: „Das Ironische in der Kunst“, Projektraum Deutscher Künstlerbund, Berlin
- 2013: „Wir wieder hier“, Kunstmuseum Bochum, WKB
- 2012: „Das Eigene und Andere in der Fotografie“, Deutscher Künstlerbund, Berlin
- 2012: „Sprache in der Kunst“, Kunstmuseum Gelsenkirchen, WKB
- 2012: „Quintessenz des Buches“, Projektraum, Deutscher Künstlerbund
- 2012: „Wortgewand“, Sprache in der Kunst, Städtische Galerie im Schlosspark Strünkede, Herne
- 2011: „Wortgewand“, Museum der Stadt Berleburg, WKB
- 2011: „artour-o il must-Firenze“ 2011, Museo Temporaneo
- 2010: Ausstellungsforum Haus Oranienstraße/Siegerlandmuseum
- 2009: „Anonyme Zeichner“, Kunstraum Kreuzberg/Bethanien, Berlin
- 2009: Gadhir Gallery, Kuwait
- 2009: Liste Basel/Anonyme Zeichner/Art Basel
- 2007: Zeche Zollverein, Essen
- 2007: Artists House, Tel-Aviv
- 2006: Portrait-Gallery, Kairo
- 2007: Museum für Gegenwartskunst, Siegen
- 2004: Museum Ostwall, Dortmund
- 2004: Osthaus Museum (KEOM), Hagen
- 2004: Haus am Waldsee, Ort für aktuelle Gegenwartskunst, Berlin
- 2003: Dortmunder Kunstverein
- 2000: Rheinisches Landesmuseum Bonn
- 1998: Städtische Galerie Lüdenscheid
- 1997: Centrum voor Hedendaagse Beeldende Kunst, Vlissingen
- 1995: Kunsthalle Luzern
- 1995: Kunstmuseum Ahlen
- 1994: Pinakothek der Moderne, München
- 1992: Kunsthalle Baden-Baden, (GFJK)
- 1992: Centre d’Art Plastiques, Saint Fond, Lyon
- 1991: Decouvertes Art Actuel, Grand Palais, Paris
- 1986: Kunsthalle Baden-Baden, (GFJK)
- 1985: WKB KEOM, Osthaus Museum Hagen